# جامعة آزاد الإسلامية (فرع ماهشهر)
جامعة آزاد الإسلامية فرع ماهشهر (بالفارسیه: دانشگاه آزاد اسلامی واحد ماهشهر) تأسس فرع ماهشهر عام 1989 وتعتبر أکبر الجامعات للعلوم الهندسیة في جنوب الجمهورية الإسلامية الإيرانية حیث توفر 38 برنامجاً لطلاب الدراسات العلیا و 26 برنامجاً لطلاب البکالوریوس و 14 لطلاب الدبلوم. وتسعی الجامعة دوماً أن تکون من بین الهیئات التعلیمیة المعترف بها فی جمیع انحاء العالم.
بلغ عدد الطلبة فی الجامعة 6145 طالباً وطالبة فی کل المراحل الدراسیة کما بلغ عدد أعضاء هیئة التدریس ومن في حکمهم بالجامعة 302 عضوا.

## الکلیات
الکلیات:
- کلیة الهندسة الکهربائیة والإلکترونیة
- کلیة الهندسة البلیمرات
- کلیة الهندسة الکیمیائیة

1. ↑  مذكور في: ROR release v1.19. تاريخ النشر: 16 فبراير 2023. مُعرِّف الغرض الرَّقميُّ (DOI): 10.5281/ZENODO.7644942.
2. ↑  مذكور في: جامعة آزاد الإسلامية.
3. ↑  مُعرِّف قاعدة بيانات البحث العالمية (GRID): grid.460822.a.